# Borda de Mosquera
La Borda de Mosquera és una borda del terme municipal de la Torre de Cabdella, a l'antic terme de la Pobleta de Bellveí, al Pallars Jussà.
Es tractava de la borda més al nord de les Bordes d'Envall, agrupació de bordes pertanyent al poble d'Envall, que queda al sud-sud-est d'aquestes bordes. És al sud-est del Serrat de les Cases i de Puiforniu.